# Даниэль (епископ Нарбона)
Даниэль (Даниил; лат. Daniel; умер не ранее 788 или 791) — епископ Нарбона в 760-х — 790-х годах.

## Биография

### Получение нарбонской кафедры
После арабского завоевания Нарбон в 719/720—759 годах находился под властью мавров. В конце 750-х годов, после отвоевания франками у арабов Септимании и включения её в состав Франкского государства, на этих землях были восстановлены существовавшие ещё при вестготах епархии: Нимская, Лодевская, Магелонская, Агдская, Безьеская, Каркасонская и Эльнская. Все они были включены в состав Нарбонской митрополии. В 760-е годы в митрополию вошла также Тулузская епархия, а в 780-х — 800-х годах — Юзесская, Жиронская, Уржельская и Барселонская епархии.
О происхождении и ранних годах жизни Даниэля сведений в исторических источниках не сохранилось. Первые свидетельства о нём относятся к 769 году, когда он уже был главой Нарбонской митрополии. Точно не установлено, когда Даниэль взошёл на епископскую кафедру. Предыдущим достоверно известным нарбонским епископом был Сунифред, последнее упоминание о котором датируется 689 годом. О носителях же епископской власти в Нарбоне в период арабского владычества сведений не сохранилось. До нашего времени дошло недатированое письмо папы римского Стефана к нарбонскому архиепископу Ариберту. По мнению одних исследователей, это подлинный документ, который может относиться ко времени понтификата Стефана III (IV). Они датируют послание 768 или 769 годом. На основании этого делается вывод о том, что Даниэль должен был занять епископский престол не ранее 768 года. Другие же историки не исключают возможности того, что письмо Стефана к Ариберту — позднейшая подделка. В этом случае Даниэль мог стать главой Нарбонской митрополии и ранее 768 года.

### Римский собор
В «Liber Pontificalis» сохранились акты состоявшегося в Риме 12—14 апреля 769 года церковного собора, на котором был осуждён антипапа Константин II и обсуждён вопрос о почитании икон. В заседаниях синода участвовали и двенадцать франкских иерархов: архиепископ Санса Вилихарий, епископ Мо Вульфран, епископ Майнца Лулл, епископ Тура Гавиан, епископ Лиона Адон, епископ Буржа Герминарий, епископ Нарбонны Даниэль, епископ Вормса Геремберт, епископ Бордо Веребульф, епископ Лангра Герульф, епископ Реймса Турпин и епископ Нуайона Гизлеберт. В одной средневековой рукописи, хранящейся в Авиньоне, сообщается о том, что эти прелаты по просьбе недавно избранного папы Стефана III (IV) были посланы в Рим королями Карлом Великим и Карломаном.
Акты Римского собора 769 года — первое точно датированное свидетельство о Даниэле как главе Нарбонской митрополии. Это также первое достоверное свидетельство о посещении главами Нарбонской епархии Рима и их участии в организованных папами церковных соборах. Предполагается, что именно с участием Даниэля в Римском соборе 769 года связано начало притязаний глав Нарбонской митрополии на архиепископский сан, которым они не обладали во времена существования Вестготского королевства. Как архиепископ Даниэль упоминается в хартии 782 года, но такие источники как акты Нарбонского собора 788 года и «Хроника Юзеса» называют его только епископом. Это свидетельствует о том, что Даниэлю, вероятно, так и не удалось добиться права на архиепископский сан.

### Доверенное лицо Карла Великого
В некоторых источниках сообщается, что Даниэль ездил не только в Рим, но и в Иерусалим. Возможно, воспользовавшись длительным отсутствием епископа граф Милона конфисковал значительную часть имущества и земельных владений Нарбонской епархии. Часть похищенного он присвоил себе, а часть раздал верным себе людям.
Летом 782 года Даниэль сопровождал в поездке по Септимании четырёх государевых посланцев Карла Великого, среди которых был и граф Жироны Ростан. При посещении теми Нарбона епископ попросил у них содействия в возвращении его епархии владений и имущества, ранее перешедших в руки частных лиц. Проведённое 3 июня судебное заседание, на котором присутствовали королевские посланники, представители духовенства и другие знатные лица, постановило удовлетворить просьбу главы Нарбонской митрополии. Это решение обосновывалось тем, что граф Милон захватил церковную собственность без королевского разрешения. В результате Нарбонской епархии были возвращены более пятидесяти загородных имений, а также три церкви. Это значительно увеличило благосостояние епархии.
О Даниэле упоминается и в документе от 5 июля 782 года, в котором епископ и граф Жироны Ростан подтвердили данную графом Милоном дарственную хартию Нарбонской епархии.

### Последние годы
Даниэль и архиепископ Арля Элифант председательствовали на церковном соборе, состоявшемся 27 июня 788 или 791 года в Нарбоне. В синоде участвовало духовенство Нарбонской и Арльской митрополий, а также некоторых других епархий Южной Франкии: присутствовало двадцать шесть епископов и два епископских представителя. Собор был созван по инициативе Карла Великого. Этот правитель Франкского государства, присоединивший 770-х—780-х годах к своим владениям северные земли бывшего Вестготского королевства, был заинтересован в скорейшей интеграции новых земель. В том числе, он предпринял меры для восстановления догматического единства Испанской и Галльской Церквей. Главной темой собора было обсуждение соответствия церковным канонам адоптцанских воззрений Феликса Урхельского, епархия которого после освобождения в 785 году от власти мавров была включена в Нарбонскую митрополию. В результате теологические теории Феликса Урхельского и его единомышленника Элипанда Толедского были признаны ошибочными.
Акты Нарбонского собора — последнее свидетельство о Даниэле в современных ему источниках. В более поздней «Хронике Юзеса» Даниэль упоминается в описании событий 790 года. Предполагается, что он мог быть ещё жив в 793 году, когда во время набега мавров, возглавлявшихся Абд-аль-Малика ибн Абд-аль-Вахида ибн Мугита, были сожжены пригороды Нарбона, а франки под командованием Гильома Желонского потерпели поражение в битве на берегах реки Орбьё. Следующим главой Нарбонской митрополии был Нибридий, впервые упоминавшийся в таком качестве в 799 году.